# Tachytrechus sumatranus
Tachytrechus sumatranus är en tvåvingeart som beskrevs av Yang och Zhang 2006. Tachytrechus sumatranus ingår i släktet Tachytrechus och familjen styltflugor. Inga underarter finns listade i Catalogue of Life.